# Amy Aquino
Pour les articles homonymes, voir Aquino (homonymie).
Amy Aquino est une actrice américaine née le 20 mars 1957 à Teaneck dans l'état du New Jersey.

## Biographie
Amy Aquino naît à Teaneck. Elle étudie la biologie à l'université Harvard puis change d'orientation et intègre en 1986 la David Geffen School of Drama à l'université Yale.
Elle est connue pour son interprétation de l'obstétricienne Janet Coburn dans la série Urgences (1995-2009), de la sorcière Donna Gilchrist dans la série Being Human (2013-2014) et du lieutenant Grace Billet dans la série Harry Bosch (2014-2021).

## Filmographie
- 1987 : Éclair de lune (Moonstruck) : Bonnie
- 1988 : Working Girl : Alice Baxter
- 1989 : One of the Boys (en) (série télévisée) : Bernice DeSalvo
- 1990 : Enquête mortelle (Descending Angel) (téléfilm) : Catherine
- 1991 : The Last to Go de John Erman (téléfilm) : Ginny
- 1991 : Brooklyn Bridge (en) (série télévisée) : Phyllis Berger Silver
- 1991 : False Arrest (en) (téléfilm) : Cathy
- 1992 : Alan & Naomi (en) : Ruth Silverman
- 1993 : L'Amour adopté (en) (A Place to Be Loved) (téléfilm) : Debby Hunter
- 1993 : Jack Reed, l'incorruptible (Jack Reed: Badge of Honor) (téléfilm) : Sharon Hilliard
- 1994 : Abus de confiance (Betrayal of Trust) (téléfilm) : Jeannie Wilcox
- 1994 : Danielle Steel: Il était une fois l'amour (en) (Once in a Lifetime) (téléfilm) : Barbara
- 1994 : Madman of the People (en) (série télévisée) : Sasha Danziger
- 1995 : Avec ou sans hommes (Boys on the Side) : Anna
- 1995 : My Brother's Keeper (téléfilm) : Terry
- 1995-2009 : Urgences (ER) (série télévisée) : Dr Janet Coburn
- 1995-1996 : Un drôle de shérif (Picket Fences) (série télévisée) : Dr Joanna « Joey » Diamond
- 1997 : Ally McBeal (série télévisée) : Dr Harper (saison 1, épisode 10)
- 2001-2004 : Preuve à l'appui (Crossing Jordan) (série télévisée) : l'inspectrice Lois Carver
- 2002 : Un seul deviendra invincible (Undisputed) : Darlene Early
- 2002 : Laurier blanc (White Oleander) : Mme Martinez
- 2003 : National Security : la conseillère municipale
- 2003 : The Singing Detective : l'infirmière Nozhki
- 2004 : Woman Thou Art Loosed (en) : Mlle Rodgers
- 2004 : En bonne compagnie (In Good Company) : Alicia
- 2005 : Sept Ans de séduction (A Lot Like Love) : Diane Martin
- 2005 : Monk (série télévisée) : Mme Bowen (saison 3, épisode 10, Monk cherche une remplaçante)
- 2008 : Grey's Anatomy (série télévisée) : Marianne Grandy (saison 5, épisode 4, Un nouveau monde)
- 2009 : Monk (série télévisée) : Rhonda (saison 8, épisode 8, La Nouvelle Thérapie de Monk)
- 2009 : Prison Break (série télévisée) : Alice Simms (saison 4, épisodes 23 et 24, La Dernière Évasion)
- 2009-2010 : Brothers and sisters (série télévisée) : Dr Joan Avadon
- 2012 : The Finder (série télévisée) : Cristina Farrel (saison 1, épisodes 1 à 8)
- 2013 : Glee : la productrice de Funny Girl (saison 4, épisodes 19 et 22)
- 2013-2014 : Being Human : Donna Gilchrist
- 2014-2021 : Harry Bosch (Bosch) : le lieutenant Grace Billet
- 2015 : Lazarus Effect : la présidente Dailey
- 2018 : My Beautiful Boy : Annie Goldblum
- 2020 : Grace et Frankie (Grace and Frankie) : Dana
- 2020-2021 : The Good Fight : Stella Corben
- 2021 : Falcon et le Soldat de l'hiver (The Falcon and the Winter Soldier) (série) : Dr Christina Raynor
- 2024 : Juré n° 2 (Juror No. 2) : la juge Thelma Stewart

## Voix francophones
En France, Françoise Vallon, et Françoise Pavy, sont les voix françaises régulières en alternance d'Amy Aquino. Martine Meirhaeghe l'a également doublée à six reprises. Occasionnellement, Denise Metmer et Denise Roland l'ont doublée trois fois chacune.
En France
| - Françoise Vallon, dans (les séries télévisées) : - À la Maison-Blanche - Preuve à l'appui - Les Experts : Manhattan - Ghost Whisperer - Monk - Boston Justice - Being Human - Harry Bosch (2de voix) - Françoise Pavy, dans (les séries télévisées) : - Un drôle de shérif - Sept à la maison - New York Police Blues - Desperate Housewives - Brothers and Sisters - Prison Break - Private Practice - The Good Fight - Martine Meirhaeghe dans (les séries télévisées) : - Urgences (1re voix) - Shark - Castle - La Loi selon Harry - The Finder - Harry Bosch (1re voix) - Denise Metmer (les séries télévisées) : - Ally McBeal - Felicity - Monk | - Denise Roland dans (les séries télévisées) : - Urgences (2de voix) - Freaks and Geeks - The Closer : L.A. enquêtes prioritaires - Véronique Augereau dans : - Il était une fois l'amour - The Practice : Donnell et Associés (série télévisée) - Annie Sinigalia dans : - Falcon et le Soldat de l'hiver (série télévisée) - Juré n° 2 Et aussi - Catherine Lafond dans New York, police judiciaire (série télévisée) - Joëlle Fossier dans Zoé, Duncan, Jack et Jane (série télévisée) - Sophie Le Panse dans Alias (série télévisée) - Brigitte Morisan dans Tout le monde aime Raymond (série télévisée) - Pauline Larrieu dans Les Experts (série télévisée) - Ève Lorach dans Grey's Anatomy (série télévisée) - Coco Noël dans Mentalist (série télévisée) - Marie-Martine dans Suits : Avocats sur mesure (série télévisée) - Anne Plumet dans My Beautiful Boy |